# Komisja Międzysojusznicza w Kłajpedzie
Komisja Międzysojusznicza w Kłajpedzie (fr. Commission interalliée, ang. Allied Commission) – międzynarodowa komisja działająca w latach 1920–1923, powołana na mocy 99 art. traktatu wersalskiego.
Podpisany 28 czerwca 1919 Traktat m.in. wyłączył z terenu Prus Wschodnich obszar Prus na północ od Niemna, tzw. Kraj Kłajpedzki, określany też zaniemeńskim i przekazał zarząd tym obszarem Lidze Narodów. Realną władzę sprawowali: Wysoki Komisarz Ligi Narodów w Kłajpedzie (wraz z personelem Wysokiego Komisariatu LN) oraz francuski gubernator wojskowy, przy udziale Komisji Międzysojuszniczej, jako organu nadzoru. Przy Komisji ustanowiono Delegację Polską, w istocie pełniącą funkcje urzędu dyplomatyczno-konsularnego.

## Siedziba
Komisja i urząd Wysokiego Komisarza (Haut Commissariat, Haute-Commissariat) mieściły się w domu przy Grabenstraße 1/3 (obecnie Sukilėlių g. 12). Następnie, w kolejnych latach, ulokowano w nim Bank Międzynarodowy (Internationale Bank A.G. Memel, Internacionalis Bankas Klaipeda) (1926–1931), Żydowski Bank Ludowy (Jüdische Volksbank, 1935), 105 pułk SS (Płn. Wsch.) oraz miejscową komórkę Niemieckiej Federacji Sportu (1939).